# Roewe iMAX8
Roewe iMAX8 — мінівен, що виробляється SAIC Motor під маркою Roewe з 2020 року.

## Опис

### Концепт
Roewe iMAX8 вперше був представлений концептом Vision-iM на виставці в Гуанчжоу у листопаді 2019 року в рамках серії концептуальних автомобілів Roewe Vision , потім як більш детальний концепт під назвою iM8 на події Roewe Brand Day у травні 2020 року 

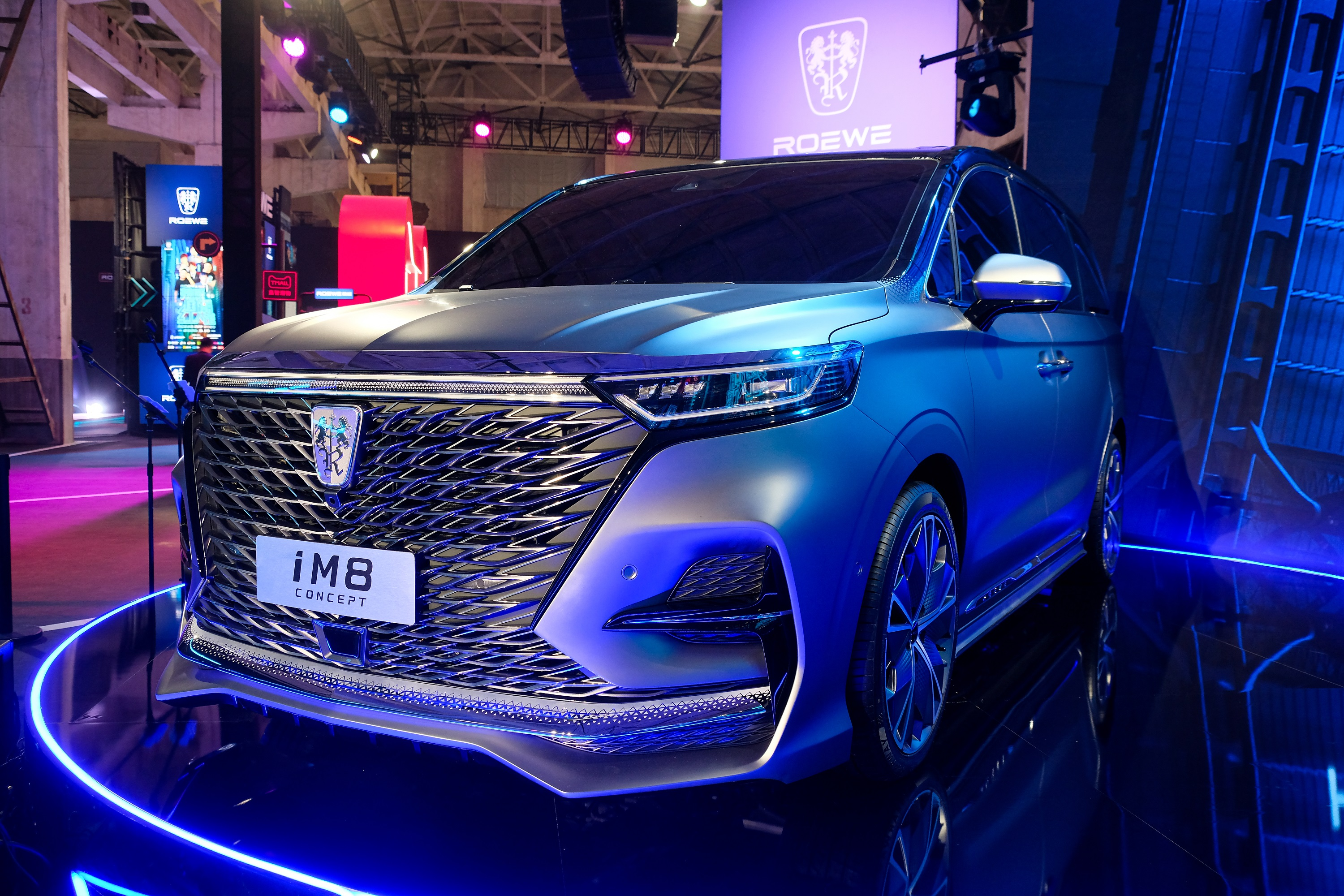
Концепт Roewe iM8

### Серійне виробництво

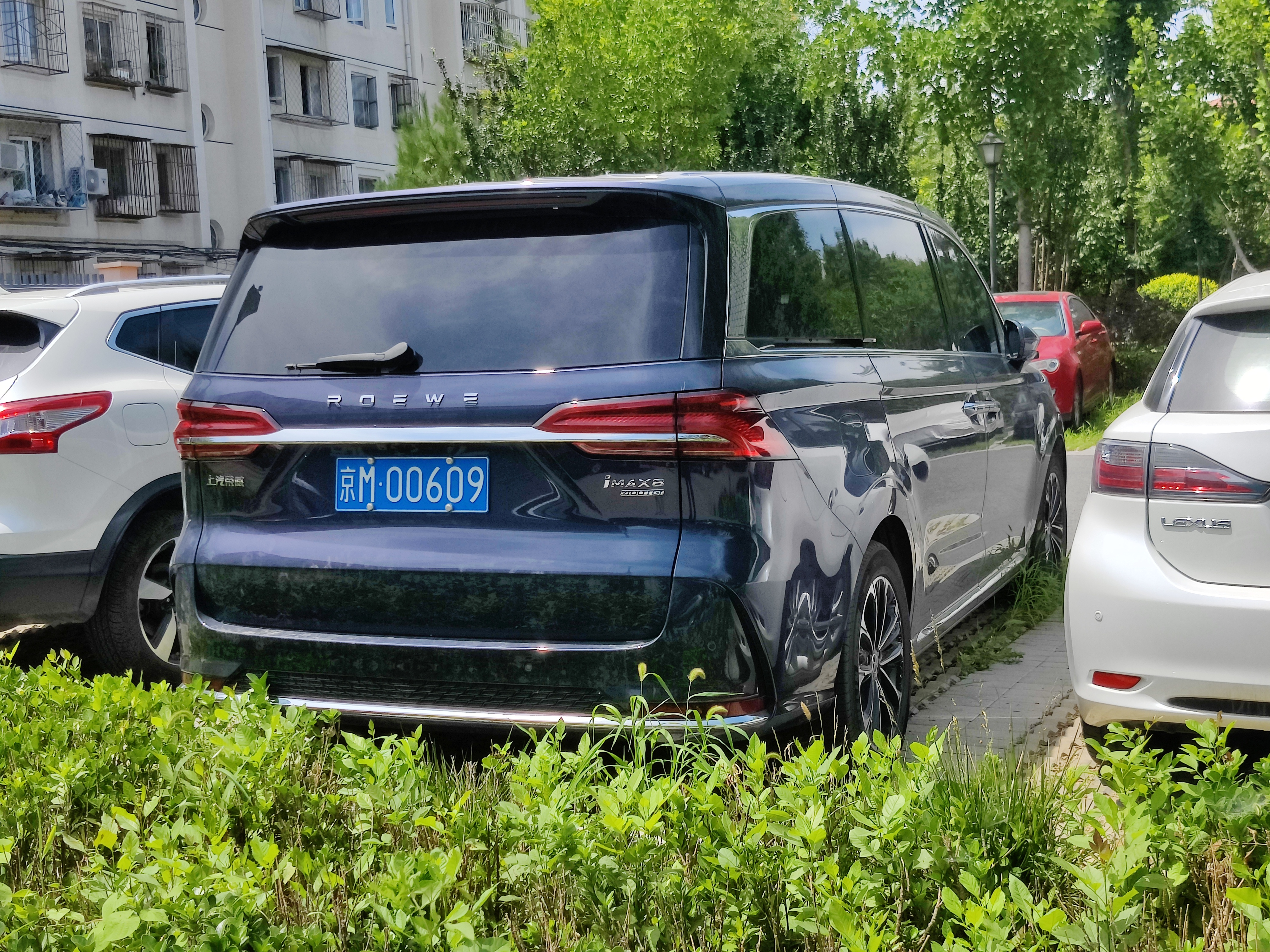

iMAX8 було представлено у вересні 2020 року на заході Auto China 2020 у Пекіні, Китай, як серійну модель із незначними змінами в порівнянні з концептом iM8. Він базується на новій платформі SIGMA від SAIC Motor.
На момент запуску iMAX8 був доступний лише в бензиновій версії. Бензинова версія оснащена двохлітровим чотирициліндровим двигуном з турбонаддувом і потужністю 172 кВт (231 к.с.) в парі з восьмиступінчастою автоматичною коробкою передач Aisin.  Виробництво iMAX8 розпочали восени 2020 року. Це перший мінівен від Roewe.

### Roewe iMAX8 EV
iMAX8 EV був представлений у серпні 2022 року з дещо іншою решіткою радіатора порівняно з бензиновою версією. iMAX8 EV приводиться в дію електродвигуном потужністю 180 кВт і максимальним крутним моментом 350 Нм. Акумулятор iMAX8 EV — це акумулятор SAIC Rubik’s cube ємністю 90 кВт/год, який забезпечує запас ходу від 550 до 570 км. Витрата енергії становить 16,7 кВт/год на 100 км. 

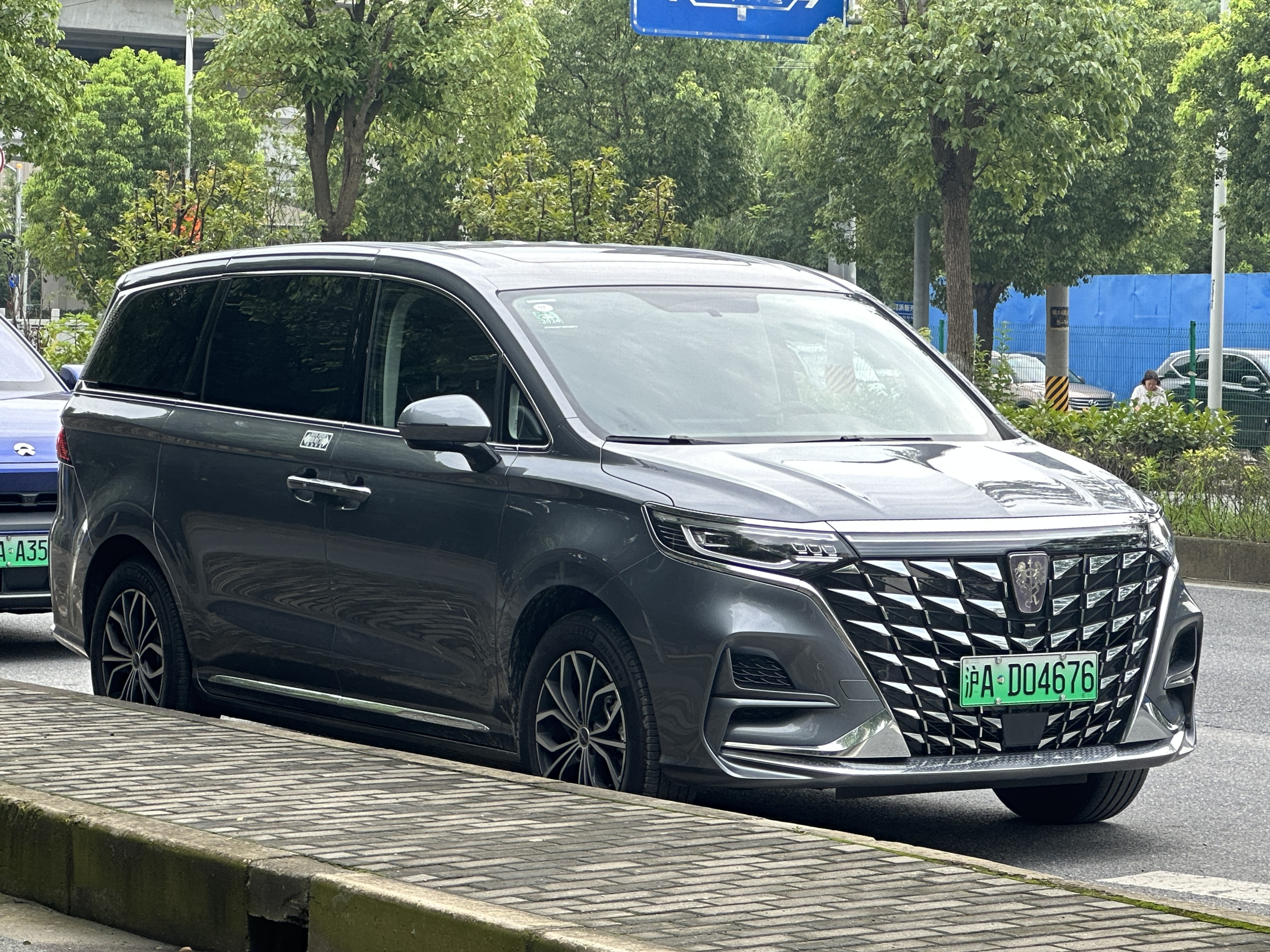
Roewe iMax8 EV спереду
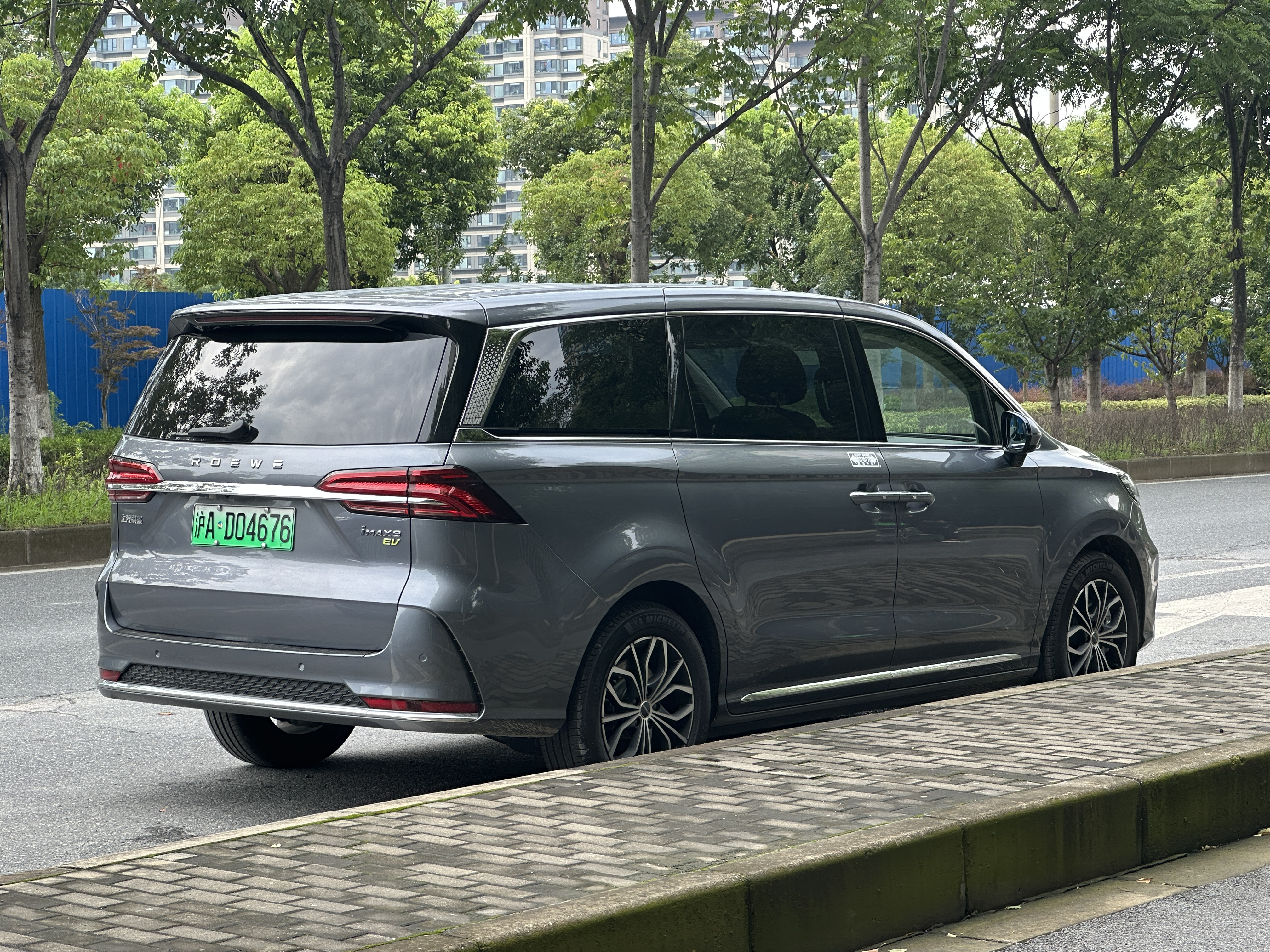
Roewe iMax8 EV ззаду